# El guardián de las monarcas (documental)
El guardián de las monarcas es un documental estrenado el 9 de mayo del 2024, dirigido por Emiliano Ruprah  de Fina el cual investiga la vida y la trágica desaparición de Homero Gómez González, un destacado ambientalista y defensor del santuario de la mariposa monarca en la reserva el rosario, en el municipio de Ocampo, Michoacán. 

## Sinopsis
Este documental muestra desde el nacimiento de la mariposa monarca en donde sus huevos son depositados por debajo de las hojas del algodoncillo, hasta su trayecto que realiza de Canadá hacia las montañas de Michoacán. Su trayecto de varios días de vuelo presenta algunas dificultades como: los escases de agua, la falta de plantas de algodoncillo (Asclepias curassavica) y por lo tanto la falta de néctar, hasta llegar a los bosques de oyamel situados en Michoacán, México, en donde inicia una pausa reproductiva. 
Nos revela la importancia del cuidado de estos bosques por parte de las comunidades de esta región ejidal llamada el Rosario, ya que es el hogar de las mariposas y de las personas de la comunidad. 
Por otra parte, devela el lado oscuro que tiene el reservar este bosque.El estado de Michoacán, en específico la zona oriente es una zona rica en madera y minerales, además de contar con un clima excelente, pero es opacada por el crimen organizado, carteles de droga y ahora la tala ilegal y exportación de madera. Homero se da cuenta de que el crimen organizado ahora quiere adueñarse de los recursos naturales como el agua y los bosques. 
En este último, no conformes con haber talado los árboles queman el suelo; la tierra se erosiona y se llega a algo denominado cambio de uso de suelo. Refiriéndose a que ya no es posible sembrar pino, ahora se puede sembrar cualquier tipo de planta, principalmente aguacate.  
El documental manifiesta cómo los intereses del comercio internacional, el crimen organizado y la corrupción obstaculizaron su labor, pero también nos muestra los obstáculos que afrontó la familia, amigos y la comunidad de Homero frente a su desaparición el 13 de enero del 2020 cuando hallaron su cuerpo y las incongruencias durante la investigación de su caso. 
Hasta la fecha sigue abierta la investigación, pero sin ningún responsable de su muerte.

## Reparto
- Homero interpretado por Juan Pablo Cruz García
- Homero Jr. Interpretado por Carlos Montiel
- Rebecca María Lourdes Eufemia Villanueva